# Martino Garrati
Martino Garrati, o Garati, latinizzato come Martinus Garatus o de Garatis (Lodi, ... – Bologna, 1453), è stato un giurista italiano del XV secolo.

## Biografia

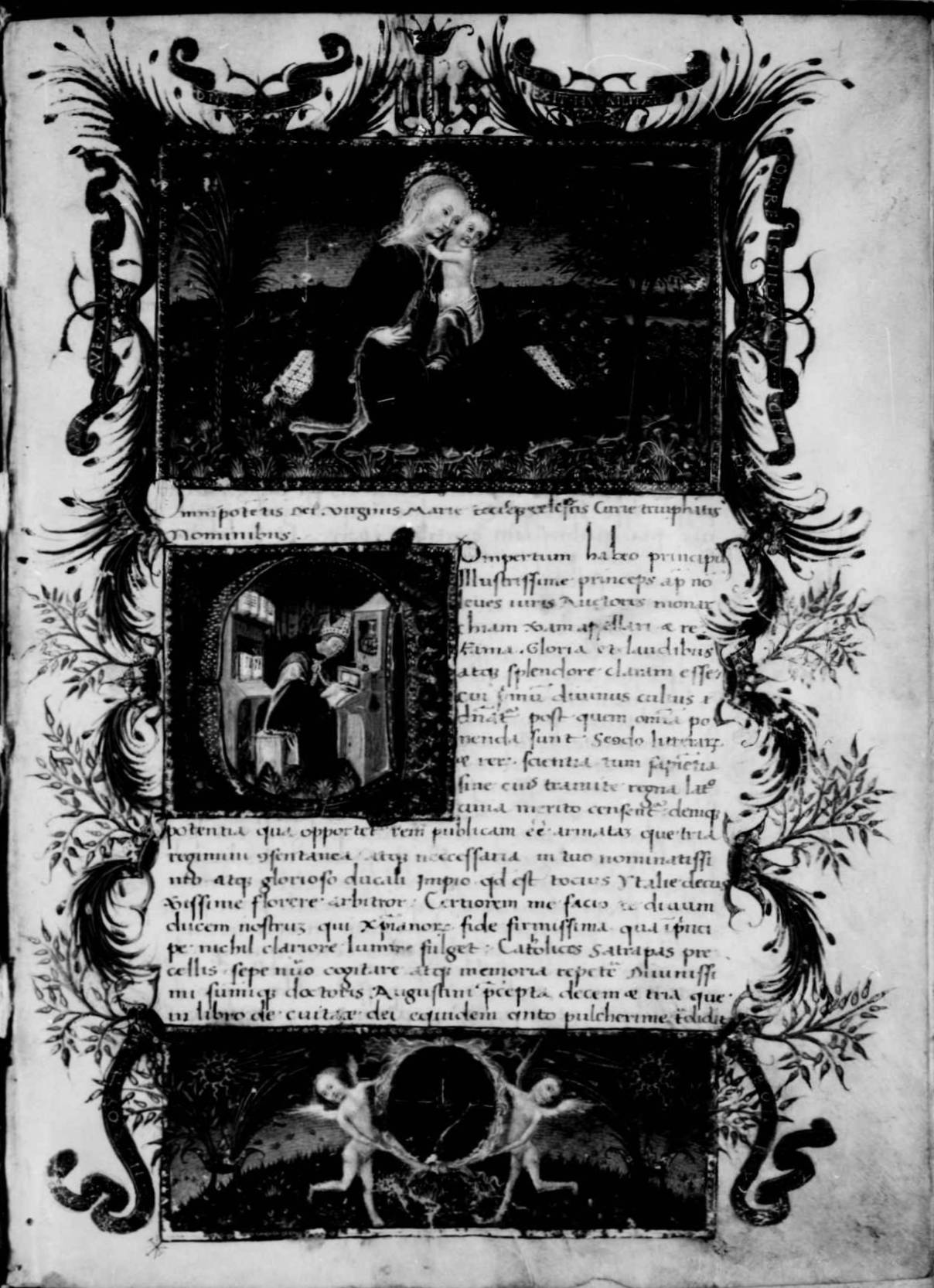
Tractatus de principatu, manoscritto, 1446-1447. Biblioteca Trivulziana, Milano.

Nacque a Lodi tra la fine del XIV secolo e i primi anni del XV da una famiglia di notai appartenente alla piccola nobiltà locale.
Conseguì il dottorato nel 1430 all'università di Pavia in diritto civile e in seguito anche in diritto canonico.
Iniziò la propria carriera come giudice dei dazi di Lodi e del suo distretto per conto del duca di Milano Filippo Maria Visconti nel 1430 e lavorò come causidico assieme al fratello Boccaccino.
Si trasferì a Pavia, dove nel 1438 si iscrisse al collegio dei giureconsulti; l'anno successivo iniziò a insegnare come lettore presso l'università ticinese e nel 1445 in quella di Pavia; grazie alla sua fama accrebbe il proprio patrimonio. Nel 1446 si trasferì all'università di Siena e tre anni dopo a Bologna, quindi a Parma e poi a Ferrara.
Tra le sue opere un trattato sulla moneta e uno sulla canonizzazione dei santi, il primo del suo genere nell'ambito del diritto medievale, scritto in occasione del processo di canonizzazione di Bernardino da Siena e dedicato a Giovanni da Capestrano.
Morì nel 1453 a Bologna.

## Opere
- Tractatus de moneta, 1438.
- (LA) Disputatio in materia legitimationum, Milano, Giovanni da Legnano, 1498.
- (LA) Lectura aurea in opere feudorum, Basel, Thomas Guarin, 1564.
- (LA) Consilia, Novara, Francesco Sesalli, 1568.

### Manoscritti
- Tractatus de principatu, 1446-1447, Milano, Biblioteca Trivulziana, Fondo manoscritti, Triv. 138,  ff. 1r-8r.
- Tractatus de notis Bartoli, XV secolo, Torino, Biblioteca Nazionale Universitaria, Fondo manoscritti, ms. J.I.21 (antea h.IV.8),  ff. 211-215.
- Tractatus de vulgari et pupillari substitutione, XV secolo, Torino, Biblioteca Nazionale Universitaria, Fondo manoscritti, ms. J.I.21 (antea h.IV.8),  ff. 215-273.